# Diplurodes picta
Diplurodes picta är en fjärilsart som beskrevs av W. Warren 1896. Diplurodes picta ingår i släktet Diplurodes och familjen mätare. Inga underarter finns listade i Catalogue of Life.